# 레인 (1932년 영화)
레인(Rain)은 미국에서 제작된 루이스 마일스톤 감독의 1932년 영화이다. 조안 크로포드 등이 주연으로 출연하였고 루이스 마일스톤 등이 제작에 참여하였다.

## 출연

### 주연
- 조안 크로포드
- 월터 휴스턴

### 조연
- 프레드 하워드
- 벤 헨드릭스 주니어
- 윌리엄 가갠
- 메리 쇼
- 가이 키비
- 켄들 리
- 벨루아 본디
- 맷 무어
- 월터 캐틀렛

## 제작진
- 원작자: 존 콜튼
- 원작자: 클리멘스 랜돌프